# Eleccions al Parlament d'Andalusia de 1990
Les Eleccions al Parlament d'Andalusia de 1990 se celebraren el dissabte, 23 de juny, d'aquell any. Amb un cens de 5.007.675 electors, els votants foren 2.769.384 (55,3%) i 2.238.291 les abstencions (44,7%). El PSOE guanyà novament per majoria absoluta i aconseguí el nomenament del seu candidat, Manuel Chaves, com a president de la Junta.
- Els resultats foren:

| ← Eleccions al Parlament d'Andalusia, 1990 → |           |       |        |
| Partit                                       | Vots      | %     | Escons |
| PSOE                                         | 1.368.576 | 49,82 | 62     |
| PP                                           | 611.734   | 22,27 | 26     |
| Izquierda Unida                              | 349.640   | 12,73 | 11     |
| Partit Andalusista                           | 296.558   | 10,80 | 10     |
| CDS                                          | 32.712    | 1,19  |        |
| Agrupación Electoral Ruiz Mateos             | 15.637    | 0,57  |        |
| PTE-UC                                       | 14.812    | 0,54  |        |
| DS                                           | 14.495    | 0,53  |        |
| Verdes de Andalucía                          | 13.979    | 0,49  |        |
| LVE                                          | 12.645    | 0,43  |        |
| PCPA                                         | 6.299     | 0,23  |        |
| PCE (ml)                                     | 2.401     | 0,09  |        |
| Falange Española de las JONS                 | 2.308     | 0,08  |        |
| Partido Humanista                            | 1.869     | 0,07  |        |
| Frente Andaluz de Liberación                 | 1.633     | 0,06  |        |
| Alianza por la República                     | 698       | 0,03  |        |
| Movimiento Falangista de España              | 560       | 0,02  |        |
| Unidad Centrista Andaluza                    | 69        | 0,01  |        |

A part, es comptabilitzaren 12.024 (0,4%) vots en blanc.

## Diputats electes
- Manuel Chaves (PSOE)
- Javier Arenas (AP)
- Pedro Pacheco (PSA)
- Luis Carlos Rejón (Izquierda Unida)